# Istustaya Tesserae
Le Istustaya Tesserae sono una struttura geologica della superficie di Venere.